# Стилолит
Стилотит (Грчки: stylos, стуб; lithos, стена) лепезасте су површине на којима је минерална материја уклоњена силом притиска распадањем, у процесу који смањује укупан обим стене. Не раствара минерале као што су глина, пирит, стене које не растави остану и учини их боље видљивим. Понекад домаће стене не садрже минерале, па се у том случају стилотит препознаје по промени текстуре стене. Они се јављају најчешће у хомогеним стенама, карбонатима, рожнацима, пешчарима, али се могу наћи и у одређеним магматским стенама као и у леду.
Њихова величина варира од микроскопских контаката између два зрна микростилотита до великих размера до 20m дужина и до 10m амплитуда у леду. Стилотит обично чине паралелне плоче, због притиска јаловине, али они могу бити коси или чак да нормално леже на плочи као резултат тектонских активности.